# 차모로어
차모로어는 괌과 북마리아나 제도에서 쓰이는 언어로, 이 지역에서 미국 본토로 이주한 사람 및 그 후손도 사용한다. 차모로어는 어휘 면에서 스페인어로부터 막대한 영향을 받았는데, 그 정도가 심하여 수사 등의 기초 어휘까지 광범위하게 파고들어서 스페인어 크레올의 일종이라고 착각할 정도이다. 이 때문에 일부에서는 스페인어 계통의 차용어를 없애고, 대신 순수 차모로어 계통의 낱말을 부활시키려는 언어순화운동을 하기도 한다.
차모로어에 들어온 스페인어의 차용어는 미크로네시아어적인 차모로어의 특징에 맞게 변형되어 쓰인다. 예를 들어 bumobola 부모볼라→"공놀이"라는 말은 스페인어에서 차용한 bola→공에 접미사 um이 결합되어 만들어진 것이다.

## 음운

### 홀소리
|    | 전설 | 후설 |
| -- | ---- | ---- |
| 고 | i    | u    |
| 중 | e    | o    |
| 저 | æ    | ɒ    |

### 닿소리
|        | 순  | 치/ 치경 | 경구개 | 연구개    | 성문 |
| ------ | --- | -------- | ------ | --------- | ---- |
| 비     | m   | n        | ɲ      | ŋ         |      |
| 파열음 | p b | t d      |        | k ɡ kʷ ɡʷ | ʔ    |
| 파찰음 |     | t̪͡s̪ d̪͡z̪    |        |           |      |
| 마찰음 | f   | s        |        |           | h    |
| R      |     | ɾ~ɺ      |        |           |      |
| 접근음 | (w) | l        |        |           |      |

## 문자
자체 문자는 없으며 베트남처럼 변형한 로마자를 사용한다.
', A, Å, B, Ch, D, E, F, G, H, I, K, L, M, N, Ñ, NG, O, P, R, S, T, U, Y
- Y는 보통 dzh(주)보다 dz(즈)에 가까운 발음이 난다.
- Ch는 보통 tsh(추)보다 ts(츠)에 가까운 발음이 난다.
- A와 Å는 반드시 구별해서 쓰이는 것이 아니고, A라고 쓰일 수 있다. N와 Ñ도 마찬가지이다.

## 어휘

### 수사
현대 차모로어는 스페인어 숫자를 들여와 사용하고 있으나, 옛 차모로어는 세는 대상의 차이(시간 관념, 생물, 무생물, 길이)에 따라 세는 법이 다른, 분류별 수사라는 독특한 수사 체계가 있었다..
1. Un, Unu
2. Dos
3. Tres
4. Kuatro
5. Sinku
6. Sais
7. Sietti
8. Ochu
9. Nuebi
10. Dies

### 기본 표현
- Håfa adai: 안녕하세요

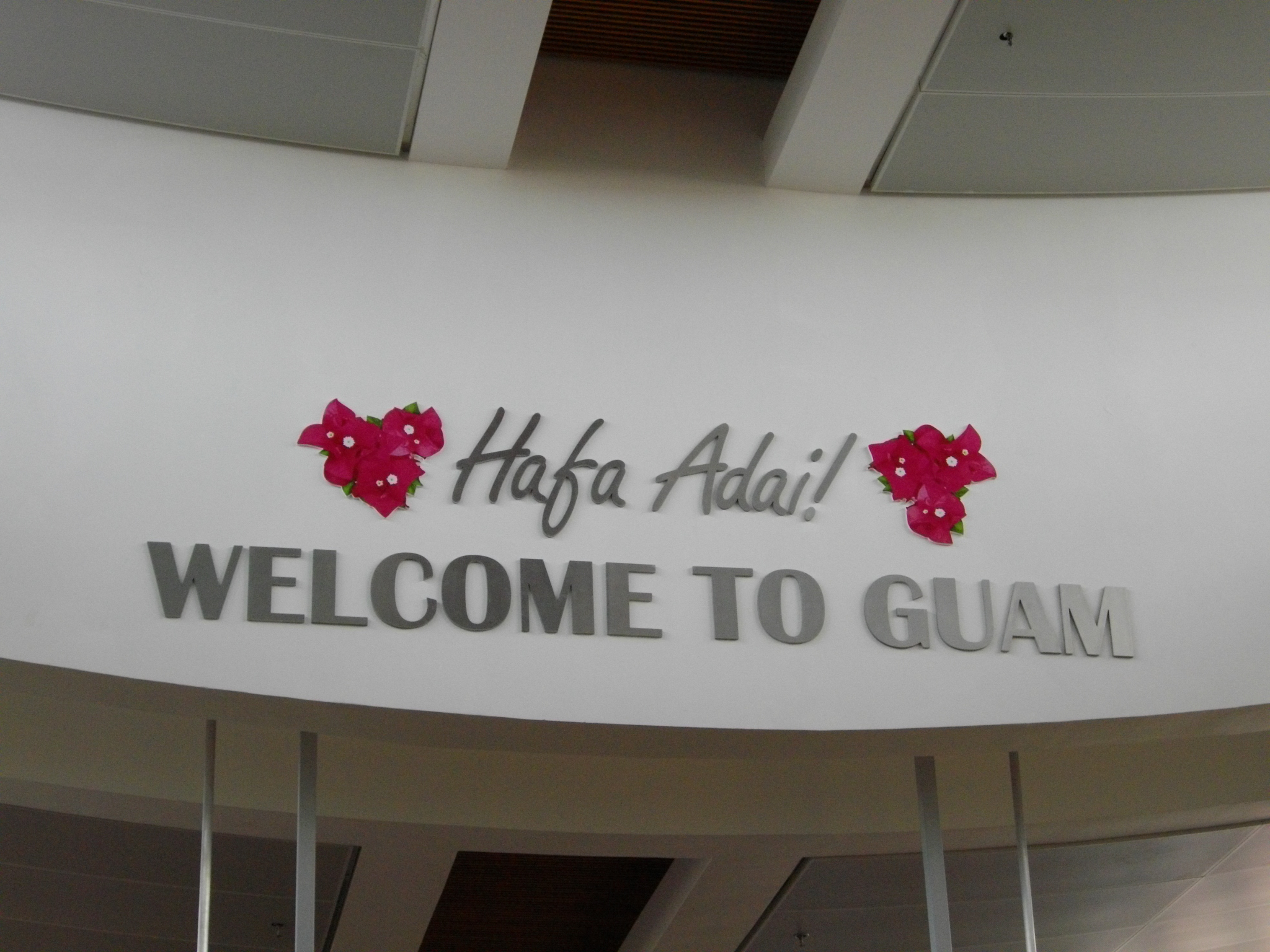
괌의 앤토니오 B. 원 팻 국제공항(Antonio B. Won Pat International Airport)에 적힌 "Hafa Adai" 표지

- Håfa tatatmånu hao?: 안녕하십니까?
- Håyi na'ån-mu?: 당신의 이름은요?
- Si (이름) yu': 나는 (이름)입니다
- Para månu hao?: 어디 갑니까?
- Annai uuchan yan dumandan i musika: 비가 내리고 음악이 흐르면